# Wiązanie fosfodiestrowe

Schemat wiązania fosfodiestrowego

Wiązanie fosfodiestrowe – wiązanie chemiczne powstające w wyniku połączenia dwóch grup hydroksylowych przez grupę fosforanową. 

## Wiązanie fosfodiestrowe w kwasach nukleinowych
Wiązanie fosfodiestrowe w kwasach nukleinowych łączy kolejne nukleotydy w łańcuchu DNA i RNA, poprzez połączenie z grupą fosforanową piątego atomu węgla w deoksyrybozie jednego nukleotydu z trzecim atomem węgla deoksyrybozy drugiego nukleotydu. Enzymy hydrolizujące internukleotydowe wiązanie fosfodiestrowe to nukleazy.